# Kenneth Fluellen
Kenneth „Kenny“ Fluellen (* 20. Oktober 1990) ist ein US-amerikanisch-deutscher Basketballspieler.

## Laufbahn
Fluellens Familie mütterlicherseits stammt aus Deutschland. Er wuchs in den USA auf und beendete 2009 seine Schulausbildung an der Warner Robbins High School im Bundesstaat Georgia. In seinem Abschlussjahr erzielte er in einer Partie 43 Punkte für die Basketball-Mannschaft der Schule und stellte damit eine neue Bestmarke in der Geschichte der Warner Robbins High School auf. Dank seiner guten Leistungen gelang ihm der Sprung in den Basketball-Kader des Limestone Colleges in South Carolina. Dort kam er zwischen 2009 und 2011 nur zu vier Einsätzen. 2012 wechselte er ans Paine College (wie Limestone aus der zweiten Division der NCAA). Bis zum Ende der Saison 2013/14 tat er sich im Trikot der Löwen insbesondere als treffsicherer Distanzschütze hervor. Er traf in 86 Einsätzen für Paine 148 Dreipunktwürfe bei einer Erfolgsquote von 37,1 Prozent. Fluellen bilanzierte für die Mannschaft aus Augusta insgesamt Mittelwerte von 9,6 Punkten, 2,3 Rebounds und 1,4 Korbvorlagen.
Im Juli 2014 wurde er von der BG Karlsruhe aus der 2. Bundesliga ProB mit seinem ersten Vertrag als Berufsbasketballspieler ausgestattet. Nach einer Saison bei der BG nahm er zur Saison 2015/16 ein Angebot des Zweitligisten BV Chemnitz 99 an. Bei den Sachsen fiel seine Einsatzzeit auf unter zehn Minuten pro Spiel, er kehrte 2016 nach Karlsruhe zurück. Für Aufsehen sorgte seine Leistung in einem Punktspiel Ende Februar 2017, als er für Karlsruhe im Duell mit Lich neun Dreipunktwürfe bei elf Versuchen traf und insgesamt 30 Zähler bilanzierte. Er verließ Karlsruhe nach dem Ende der Spielzeit 2016/17 zunächst, kehrte aber im November 2017 zurück: Nachdem die Mannschaft für die Saison 2017/18 keine Teilnahmeberechtigung für die 2. Bundesliga ProB erhalten hatte, ging sie in Zusammenarbeit mit dem BAC Hockenheim unter dem Namen BG Eisbären in der 1. Regionalliga ins Rennen. In 21 Spielen der Saison 2017/18 erzielte er in der 1. Regionalliga im Schnitt 15 Punkte.
Während der Sommerpause 2018 wurde Fluellen vom isländischen Zweitligaverein UMF Sindri verpflichtet. Seine nächste Station wurde der deutsche Regionalligist Baskets Vilsbiburg. Er spielte in der Saison 2019/20 für die Mannschaft, war 2020/21 vereinslos, zur Saison 2020/21 ging er nach Vilsbiburg zurück. Dort spielte er bis 2022.